# Euastacus maidae
Euastacus maidae é uma espécie de crustáceo da família Parastacidae.
É endémica da Austrália.